# خوشحال‌تر از همیشه (آلبوم)
خوشحال‌تر از همیشه (انگلیسی: Happier Than Ever) دومین آلبوم استودیویی بیلی آیلیش، خوانندهٔ آمریکایی است که در ۳۰ ژوئیه ۲۰۲۱ توسط دارک‌روم و اینترسکوپ رکوردز منتشر شد. این آلبوم دنباله‌ای برای وقتی همه می‌خوابیم، کجا می‌ریم؟ (۲۰۱۹) است. آیلیش خوشحال‌تر از همیشه را به همراه تهیه‌کننده‌اش فینیس اوکانل نوشت. او از درون‌اندیشی در طول همه‌گیری کووید-۱۹ به عنوان بزرگترین الهام‌بخش این اثر یاد کرده‌است. منتقدان موسیقی به‌طور گسترده‌ای این آلبوم را تحسین کردند و بر تولید ادبی و اشعار درون‌بینانهٔ آن تأکید کردند.
پنج تک‌آهنگ در حین تبلیغ آلبوم منتشر شد: «آینده من»، «در نتیجه من هستم»، «قدرت تو»، «هدف از دست رفته» و «ان‌دی‌ای» که همگی در جایگاه ۴۰تای برتر بیلبورد هات ۱۰۰ ایالات متحده قرار گرفتند. آیلیش برای تبلیغ بیشتر آن، یک فیلم کنسرت مستند برای دیزنی پلاس به نام خوشحال‌تر از همیشه: نامه‌ای عاشقانه به لس‌آنجلس ساخته‌است که در ۳ سپتامبر ۲۰۲۱ منتشر می‌شود و در سال ۲۰۲۲ تور جهانی خوشحال‌تر از همیشه را برگزار می‌کند. پیش از انتشار، خوشحال‌تر از همیشه تبدیل به آلبومی با بیشترین پیش‌فروش در تاریخچهٔ اپل میوزیک شد.

## بازخورد منتقدان
| بررسی جمعی           | بررسی جمعی |
| منبع                 | رتبه‌بندی   |
| -------------------- | ---------- |
| انی‌دیسنت‌میوزیک؟      | ۸٫۳/۱۰     |
| متاکریتیک            | ۸۶/۱۰۰     |
| بررسی انتقادی        |            |
| منبع                 | رتبه‌بندی   |
| آل‌میوزیک             | [ ۶ ]      |
| ای. وی. کلاب         | B+         |
| DIY                  | [ ۸ ]      |
| انترتینمنت ویکلی     | B+         |
| گاردین               | [ ۱۰ ]     |
| ایندیپندنت           | [ ۱۱ ]     |
| The Line of Best Fit | ۶/۱۰       |
| ان‌ام‌ئی               | [ ۱۳ ]     |
| پیچفورک              | ۷٫۶/۱۰     |
| رولینگ استون         | [ ۱۵ ]     |

خوشحال‌تر از همیشه پس از انتشار مورد تحسین منتقدان قرار گرفت. منتقدان تصویری قاطع از ستاره نوجوان در مقابل صدای خاموشش را تحسین کردند. این آلبوم در متاکریتیک، که رتبه‌بندی هم‌پایه‌شده از ۱۰۰ را به نقدهای نشریات اختصاص می‌دهد، دارای نمره میانگین وزنی ۸۶ بر پایهٔ ۲۶ نقد است که نشان دهنده «تحسین همگانی» است.

## فهرست قطعه‌ها
همهٔ ترانه‌ها توسط بیلی آیلیش و فینیس اوکانل نوشته شده‌است.
| قطعه‌های خوشحال‌تر از همیشه | قطعه‌های خوشحال‌تر از همیشه | قطعه‌های خوشحال‌تر از همیشه |
| شماره                     | نام                       | مدت                       |
| ------------------------- | ------------------------- | ------------------------- |
| ۱.                        | «بزرگتر شدن»              | ۴:۰۴                      |
| ۲.                        | «شماره‌ام را عوض نکردم»    | ۲:۳۸                      |
| ۳.                        | «بیلی بوسا نوا»           | ۳:۱۶                      |
| ۴.                        | «آینده من»                | ۳:۳۰                      |
| ۵.                        | «اکسی‌توسین»               | ۳:۳۰                      |
| ۶.                        | «گلدوینگ»                 | ۲:۳۱                      |
| ۷.                        | «هدف از دست رفته»         | ۳:۳۲                      |
| ۸.                        | «هالیز کامت»              | ۳:۵۴                      |
| ۹.                        | «وظیفه من نیست»           | ۳:۴۷                      |
| ۱۰.                       | «برافروخته»               | ۳:۳۴                      |
| ۱۱.                       | «همه می‌میرند»             | ۳:۲۶                      |
| ۱۲.                       | «قدرت تو»                 | ۴:۰۵                      |
| ۱۳.                       | «ان‌دی‌ای»                  | ۳:۱۵                      |
| ۱۴.                       | «در نتیجه من هستم»        | ۲:۵۳                      |
| ۱۵.                       | «شادتر از همیشه»          | ۴:۵۸                      |
| ۱۶.                       | «فانتزی مردانه»           | ۳:۱۴                      |
| مجموع مدت:                | مجموع مدت:                | ۵۶:۰۷                     |

## تاریخچهٔ انتشار
| منطقه | تاریخ         | فرمت                                                       | ناشر                     | منا.          |
| ----- | ------------- | ---------------------------------------------------------- | ------------------------ | ------------- |
| جهانی | ۳۰ ژوئیه ۲۰۲۱ | نوار کاست لوح فشرده دانلود موسیقی رسانه جاری صفحه گرامافون | دارک‌روم اینترسکوپ رکوردز | [ ۱۷ ] [ ۱۸ ] |